# Festival Imperial
El Festival Imperial fue un festival musical realizado en Costa Rica y organizado por la Cervecería Costa Rica y su marca de cervezas: Imperial. Actualmente el Festival Imperial es considerado como el festival más grande de música internacional en América Central. El primer festival se llevó a cabo en abril de 2006 y contó con la participación de artistas de renombre como Sting, Jamiroquai, Diego Torres, y The Rasmus. La segunda edición del festival se realizó en abril del 2008 y participaron: Duran Duran, Incubus y Smashing Pumpkins, entre otros. La tercera entrega de este mega concierto se dio entre el 24 y el 25 de marzo del 2012. Las interpretaciones estuvieron a cargo de Maroon 5, Björk, Skrillex, Cypress Hill,  Moby y artistas costarricenses como Sonámbulo Psicotropical, además de otras agrupaciones musicales.
Tales festivales se llevaron a cabo en el Autódromo La Guácima, una pista de carreras ubicada en Alajuela, a sólo 20 minutos de la capital San José.

## Festival Imperial 2006
La edición del 2006 contó con 10 artistas, tanto nacionales como internacionales. Se llevó a cabo en los dos primeros días de abril y los artistas principales fueron: Jamiroquai y Sting.
| Sábado                                            | Domingo                                              |
| ------------------------------------------------- | ---------------------------------------------------- |
| Jamiroquai Gandhi Diego Torres Vicentico Belanova | Sting Malpaís The Rasmus Miranda! Héctor "El Father" |

El festival también contó con otras atracciones como una tarima secundaria con música electrónica y espectáculos de modas, área de comidas y transporte público especial para los días de los eventos.

## Festival Imperial 2008
La edición del 2008 se llevó a cabo el 19 y 20 de abril y los artistas principales fueron Smashing Pumpkins y Duran Duran.
| Sábado                                                   | Domingo                                         |
| -------------------------------------------------------- | ----------------------------------------------- |
| Smashing Pumpkins Incubus Café Tacuba Babasónicos Le*Pop | Duran Duran Zoé Enrique Iglesias Seal Porpartes |

Como parte de las atracciones de este año se contó con la participación de un Ensamble Nacional de Artistas conformado por músicos de renombre en el ámbito costarricense como lo son: Marta Fonseca, Pedro Capmany, Pato Barrasa, Mechas (exintegrante de Kadeho) y Luis Arenas (Lucho Calavera). Este ensamble se encargó de tocar covers de temas musicales compuestos por otros artistas nacionales.
Adicionalmente, en esta edición, la Cervecería Costa Rica utilizó un plan llamado la «Ruta Festival» que consistía en revelar información acerca del festival durante conciertos gratuitos llevados a cabo con grupos y bandas nacionales e internacionales como: Moderatto, Kumbia All Starz y Aleks Syntek. Dentro de los artistas nacionales que participaron en el tour de la Ruta Festival se encuentran los siguientes: Marta Fonseca, Kurt Dyer, Parque en el Espacio, Esteban Calderón y Moonlight Dub Experiment.

## Festival Imperial 2012
La edición del 2012 se llevó a cabo el 24 y 25 de marzo, emitiéndose en Nicaragua, Costa Rica y Panamá, a través del canal MegaBox, la voz que presentó a la línea de artistas del festival fue Ya'akov Ferdinand voz de Coca-Cola Zero y Burger King en Centroamérica, quién fue anteriormente voz comercial de Movistar y Chevrolet. 
Los artistas internacionales presentes en el Festival Imperial 2012 son Maroon 5, Björk, LMFAO, Moby(DJ Set), Ximena Sariñana, La Mala Rodríguez, Thievery Corporation, Cypress Hill, The Flaming Lips, Skrillex, TV on the Radio, Gogol Bordello, Major Lazer, Manchester Orchestra, Félix Martín & Al Doyle (Hot Chip) (DJ Set), A-Trak, Bomba Estéreo, Cage the Elephant, Bonobo (DJ Set), y Porter Robinson.
Parte del cartel en lo que a artistas costarricenses se refiere, estará conformado por 10 bandas, 8 fueron confirmadas desde el inicio las otras dos fueron escogidas a través del concurso en redes sociales durante la "Ruta Festival Imperial". Las bandas que se confirmaron desde el inicio son 424, The Great Wilderness, Zópilot!, Akasha, Sonámbulo, Huba & Silica, Colornoise and Patiño Quintana.
En la final realizada el 10 de marzo se escogieron las últimas dos bandas: Dissént y Alphabetics, para conformar el cartel completo del Festival Imperial.
| Sábado | Domingo |
| --- | --- |
| Maroon 5 Cypress Hill Cage the Elephant The Flaming Lips Gogol Bordello Major Lazer Manchester Orchestra Alexis Taylor Madeon Ximena Sariñana Akasha Bonobo Huba & Silica The Great Wilderness Patiño Quintana Dissent | Bjork LMFAO Thievery Corporation Moby Skrillex TV on the Radio Mala Rodríguez A-Trak DJ Shadow Porter Robinson Sonámbulo 424 Bomba Estéreo Zopilot Color Noise Alphabetics |